# Erwan Konaté
Erwan Konaté (18 de abril de 2003) es un deportista de Francia que compite en atletismo. Ganó una medalla de oro en el Campeonato Mundial de Atletismo Sub-20 de 2021, en la prueba de salto de longitud.